# 凯瑟琳·库克森
凯瑟琳·库克森（英語：Catherine Ann Cookson，娘家姓：McMullen，1906年6月20日—1998年6月11日）是一位英国女作家。
凯瑟琳·库克森一度是英国公共图书馆借阅量最多的作家，這一紀錄保持了17年 ，直到2002年，她的这一地位才被傑奎琳·威爾遜取代。 

## 荣誉
1985年，她被授予官佐勳章。 